# 아틸리아노
아틸리아노(이탈리아어: Attigliano)는 이탈리아 움브리아주 테르니도에 위치한 코무네다. 페루자로부터 남쪽 70km, 테르니로부터 서쪽 30km 거리에 있다.